# Ermitage de Blaca
 (octobre 2019).
Si vous disposez d'ouvrages ou d'articles de référence ou si vous connaissez des sites web de qualité traitant du thème abordé ici, merci de compléter l'article en donnant les références utiles à sa vérifiabilité et en les liant à la section « Notes et références ».

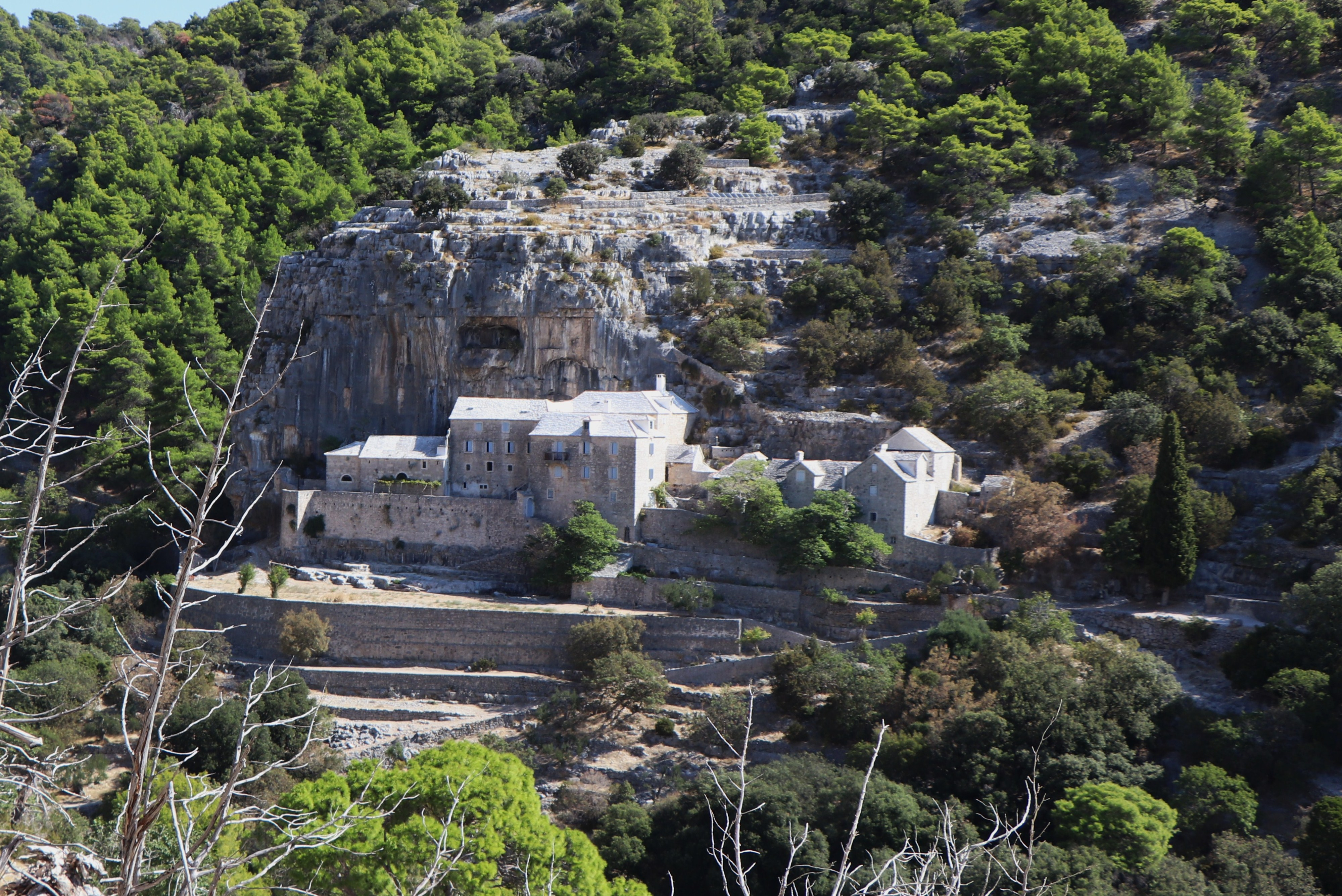
Vue d'ensemble de l'ermitage de Blaca

Par son passé et par sa position dans la vallée escarpée située du côté sud de l'île de Brač, l'ermitage Blaca présente un monument culturel unique sur la côte dalmate en Croatie inscrit au patrimoine mondial de l'Unesco en 2007.

## Historique
En 1551 une communauté d'ermites provenant de Poljica, devant l'invasion ottomane dans les Balkans, trouve refuge dans l'île de Brač. L'ermitage de Blaca était le dernier à s'installer dans cette île pour fuir le risque turc. Auparavant de nombreux ermitages ont été formés pendant la Renaissance, le couvent Stipančiċ (1416), l'ermitage Silvio (Dubravčiċ 1497), Dračeva Luka (habité par des prêtres de Poljica et Dutič en 1512).
Celui de Blaca a été fondé par des moines glagolitiques qui eurent la chance que les générations de ses ecclésiastiques se soient renouvelées en entretenant et développant l'ermitage jusqu'en 1963, date à laquelle le père Nikola Miličeviċ jr. décède après avoir laissé à la postérité le télescope de Blaca, le troisième plus puissant de Croatie encore en usage en 1985.
En 1588 Don Grgur Martinoviċ démarre la construction de l'église consacrée à l'Assomption de la Vierge que termine Don Juraj Martinoviċ en 1614. Un incendie la détruit en 1724, mais en 1757 elle est reconstruite et agrandie. À cette date quatre membres d'une même famille (Frane, Marko, Ante et Ivan Nemčiċ) assurent l'administration de l'ermitage et jettent les bases de son fonctionnement qui lui permettront de prospérer jusqu'au XXe siècle. En 1785, Ivan Nemčiċ, qui gère l'ermitage entre 1772 et 1800, renforce la position légale de Blaca en réussissant à obtenir un décret du gouvernement vénitien confirmant l'intégrité des propriétés de Blaca.  
En 1905, sous la direction de Nikola Miliċeviċ sr, l'ermitage retrouve une prospérité qui l'avait quittée au XIXe siècle grâce aux efforts entrepris pour améliorer l'agriculture et l'élevage. Il construisit un rucher unique en son genre dans toute la Dalmatie par sa forme et par la manière d'élever des abeilles.

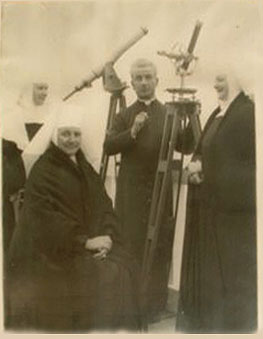
Nikola Milicevic photographié avec ses instruments

En 1920, son neveu de même nom installe un observatoire astronomique qu'il équipe d'une bibliothèque, d'instruments et de télescopes dont celui acheté à Lošinj qui pendant longtemps était le plus grand dans le pays. Son décès en 1963 marque la fin de l'ermitage en tant que communauté. Il en fut le dernier administrateur.
Il est aujourd'hui transformé en musée visitable avec un guide après avoir été inscrit au patrimoine mondial de l'Unesco en 2007.

## Fonctionnement de la communauté
Dès sa constitution, les moines catholiques qui officient en vieux-slave, associent des laïcs dans leur communauté pour cultiver le sol et élever du bétail. Le règlement édicté au XVIIIe siècle par la famille Nemčiċ renforce le sentiment d'appartenance et le zèle des membres de la communauté. Leurs obligations allaient de la perfection ecclésiastique à la propriété commune. Le supérieur de l'ermitage détermine les travaux à faire par chaque membre de la communauté pour les activités ecclésiastiques ou dans les constructions et les domaines. Deux fois par an, en novembre et en mai, le supérieur détermine les besoins individuels et donne à chacun deux chemises, les vêtements et les chaussures nécessaires.
Chaque membre est libre de quitter l'ermitage mais il peut aussi en être chassé en cas de non-respect du règlement, dûment prouvé par la communauté. Un garçon doué au service de l'ermitage sera instruit par les officiants qui lui assureront l'éducation jusqu'au sacerdoce. Si une fois prêtre, il décide de quitter Blaca, il devra restituer l'argent dépensé à son éducation.

## Description architecturale

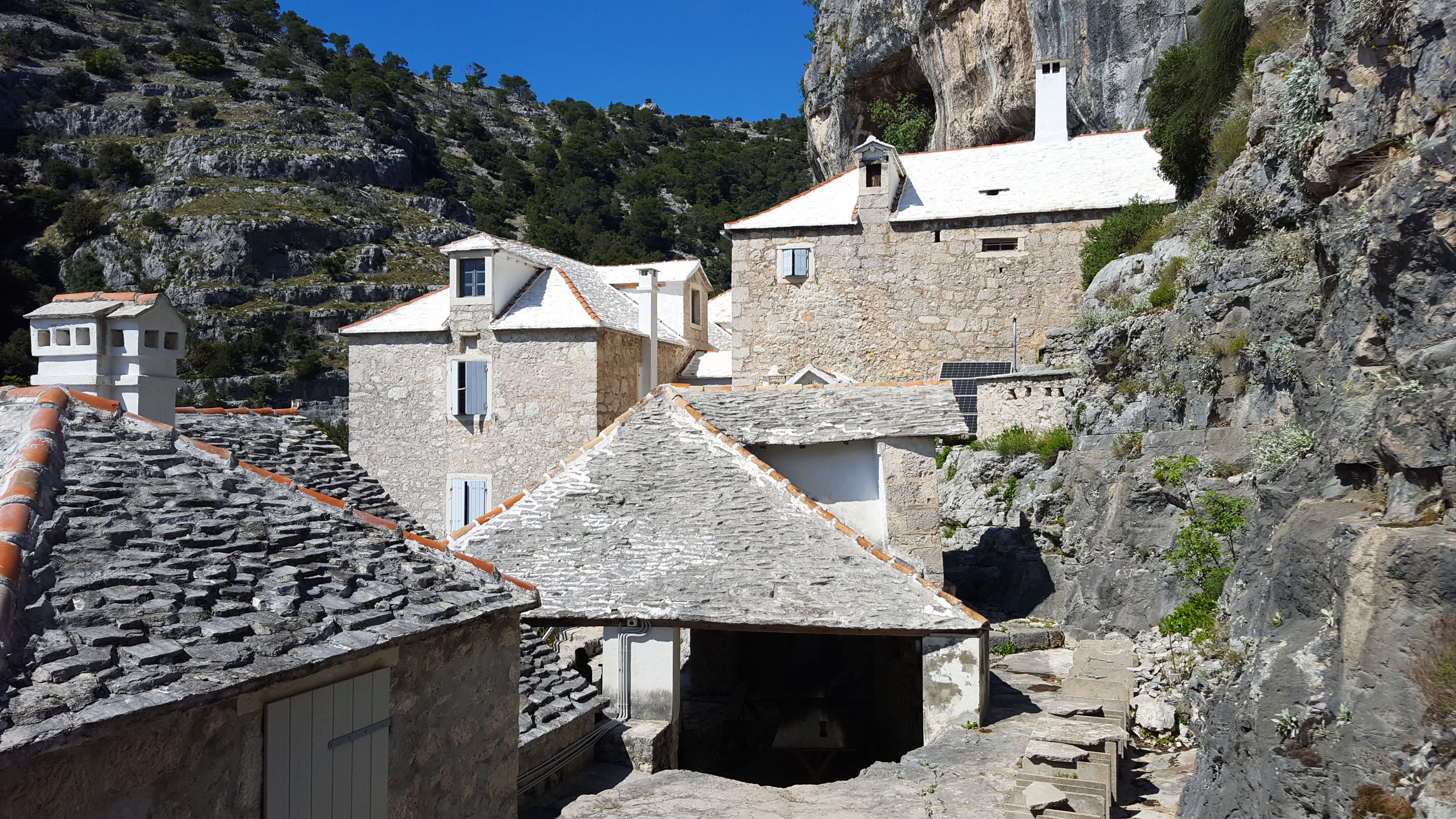
Ermitage actuel vu de l'intérieur

L'origine et l'évolution des constructions est très difficile à établir du fait du manque de forme caractéristique dans le style des maisons. 
La seule date figurant sur les bâtiments est celle de la cheminée du four à pain, l'an 1757. L'église reconstruite à cette date a conservé sa forme actuelle et présente toutes les caractéristiques de l'architecture baroque en Dalmatie, adaptée, dans ce cas particulier, à la proximité immédiate de la cave où l'ermitage a été commencé. Elle comprend en façade principale un clocher-arcades tourné vers le sud et un sanctuaire de forme allongée vers le nord.
Serré contre l'église, se trouve le plus ancien bâtiment à deux étages. Collé contre le rocher, derrière l'église, se trouve la cuisine et la cheminée surmontée d'une hotte où se réunissait la communauté non seulement pour les repas mais également pour discuter comme la forme exceptionnellement large de la pièce le suggère. Les documents manuscrits trouvés dans l'ermitage permettent de savoir que la cheminée était l'âme de Blaca, que le feu brûlait toute l'année et qu'il était éteint et rallumé immédiatement le Jeudi-saint, jour de sa bénédiction.
Un autre bâtiment situé au sud-ouest, accolé à celui à deux étages, est lié à la cuisine par un pont construit vers le milieu du XIXe siècle. Le rez-de-chaussée servait à loger de grandes caisses-magasins pour le blé et des moulins à meule.
Dans la plus large partie de la cour, se trouve une remise dont le toit repose sur quatre colonnes qui abritait le pressoir à raisins.
Les autres bâtiments au sud, tous construits vers la fin du XIXe siècle, servaient aux besoins agricoles de la communauté en leur rez-de-chaussée et au logement des travailleurs champêtres à l'étage.
Tous les toits sont couverts de plaques en pierre et blanchis.

## Le musée
Le mobilier de chambres à coucher, de salles de réception et de cabinets de travail est exposé dans le bâtiment à deux étages situé au sud-ouest. Parmi ce mobilier, des chaises en cuir décoré datent vraisemblablement de la deuxième moitié du XVIIIe siècle, exemplaires uniques en Dalmatie, certainement en provenance de Venise.
La proximité avec Venise est prouvée par la présence de deux tableaux du même peintre vénitien, l'un représentant Ivan Nemčiċ, administrateur de la communauté de 1772 à 1800, l'autre son mandataire à Venise, Giuseppe Vavisca, tous deux ayant à la main la carte de visite de l'autre.
Dans la partie centrale du deuxième étage se trouve la bibliothèque avec le bureau. D'après la description faite par l'Unesco sur son site, elle comprend 11 000 livres remontant à l'an 1800.
Une imprimerie manuelle (ci-dessous dans la galerie) datant de la fin du XIXe siècle permettait à Nikola Miličeviċ sr. d'imprimer ses notices historiques de Blaca, des livres de prières et des règlements.

## Galerie

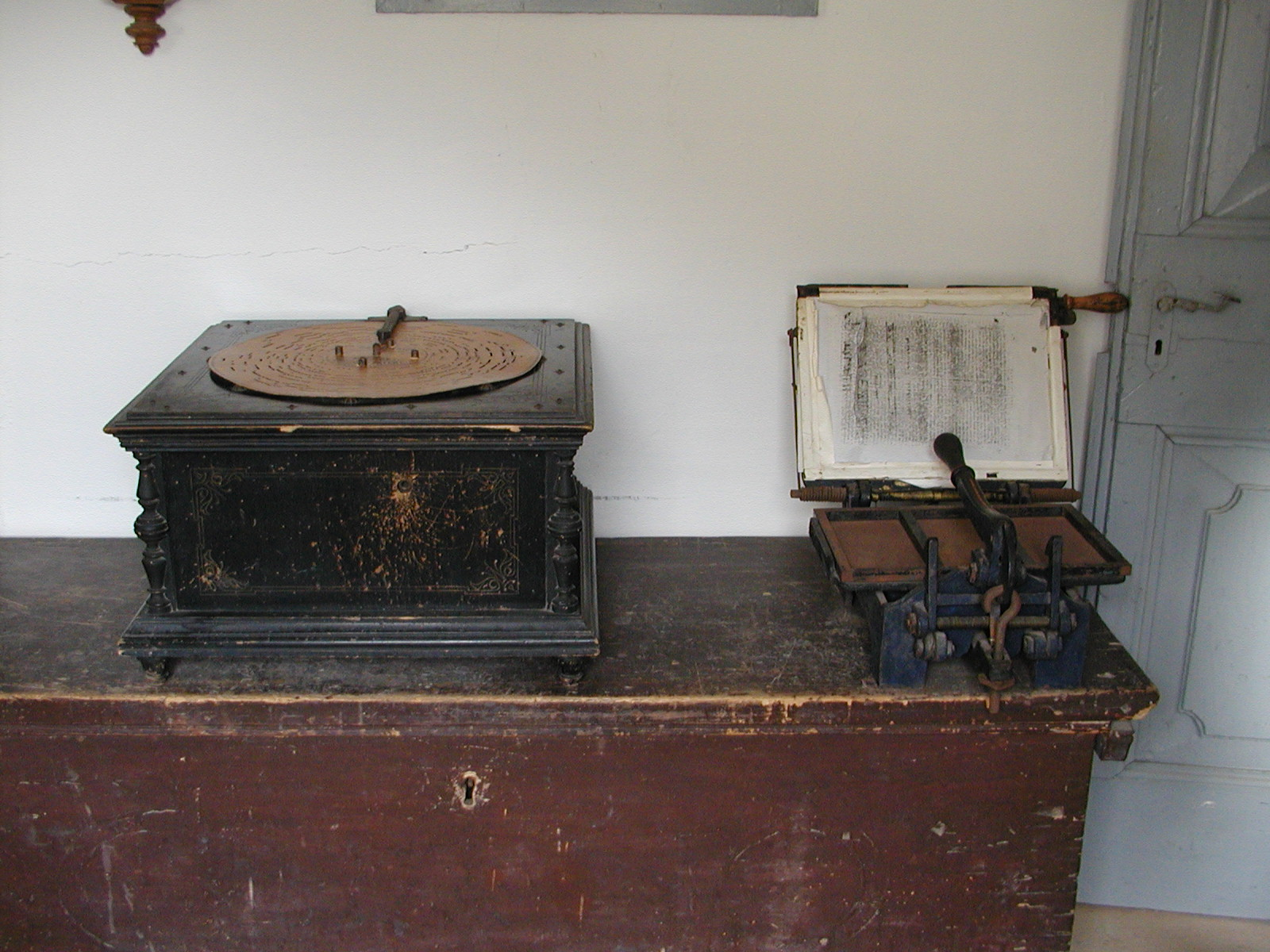
Gramophone et imprimerie manuelle
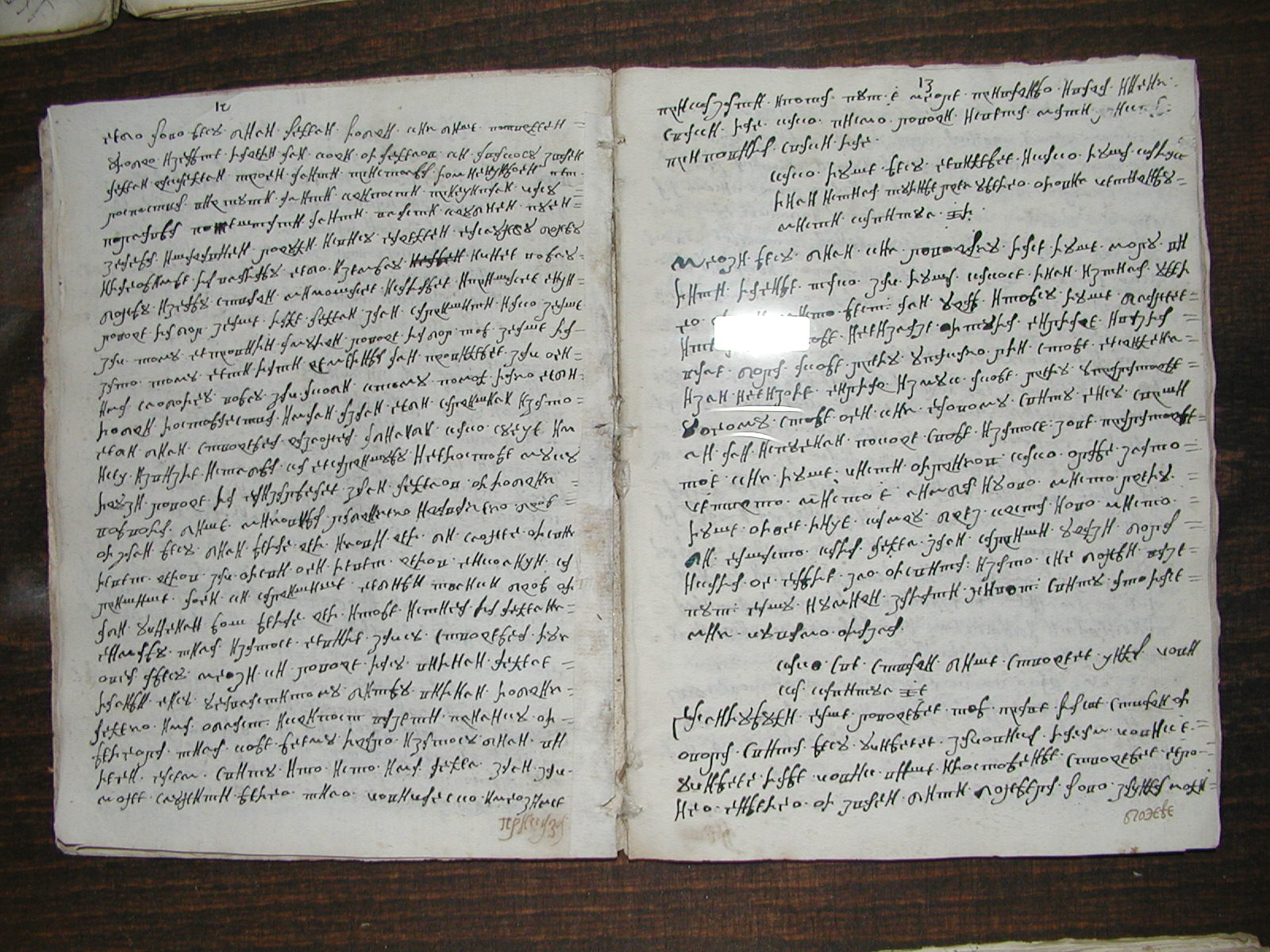
Manuscrits anciens de Blaca
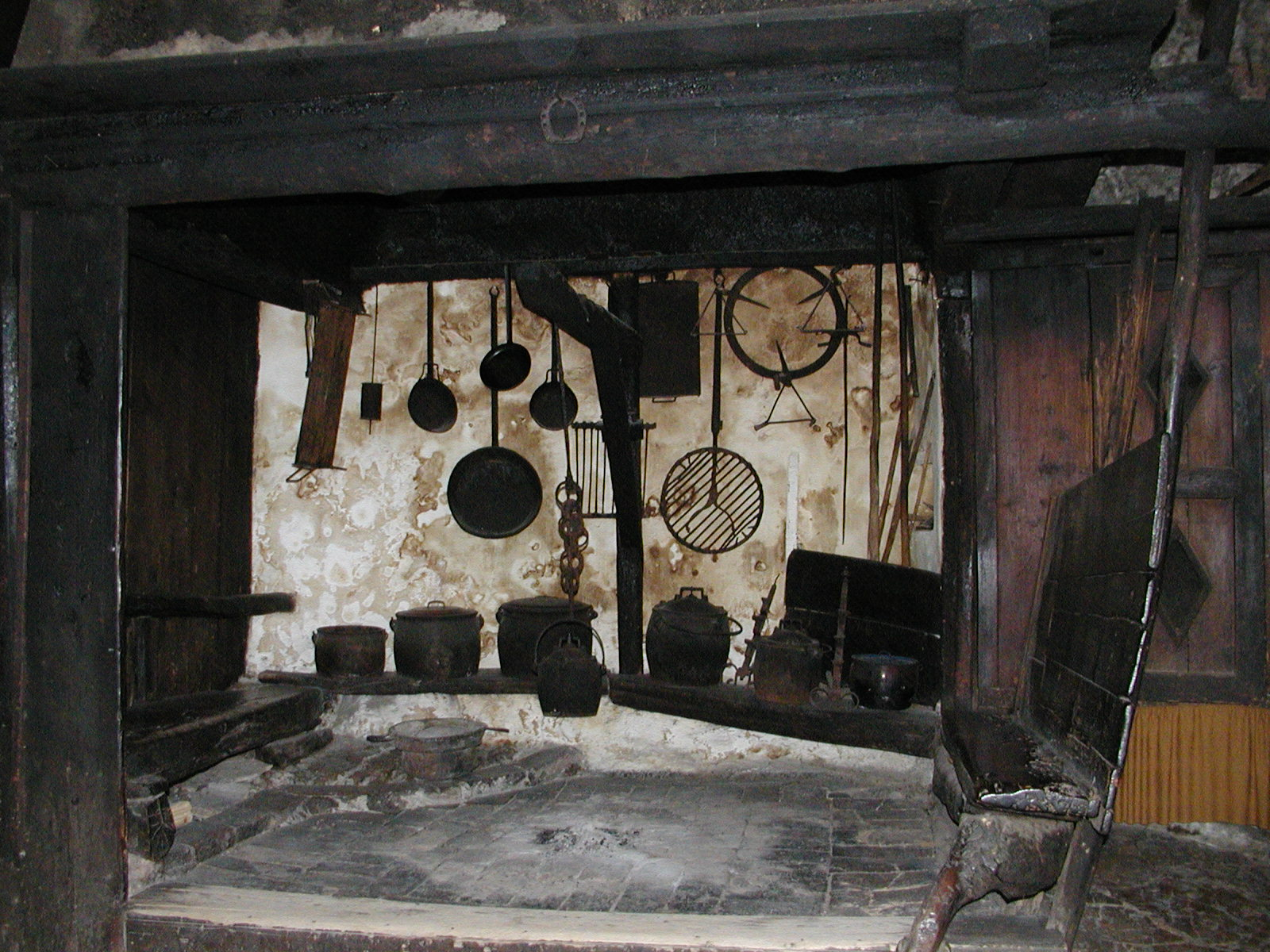
Cuisine ancienne de l'ermitage